# Zosterop robust
El zosterop robust (Zosterops strenuus) és un ocell extint de la família dels zosteròpids (Zosteropidae).

## Hàbitat i distribució
Habitava zones obertes, zones amb palmeres i boscos de l'illa de Lord Howe, fins a la seua extinció, al voltant de 1920.